# 台东石栎
台东石栎（学名：Pasania taitoensis）为壳斗科石栎属下的一个种。

## 扩展阅读
- 維基物種上的相關：台东石栎